# Молино Нуово (Леко)
Молино Нуово је насеље у Италији у округу Леко, региону Ломбардија.
Према процени из 2011. у насељу је живело 23 становника. Насеље се налази на надморској висини од 242 м.